# NGC 1928
NGC 1928 är en öppen stjärnhop i Stora magellanska molnet i stjärnbilden Svärdfisken. Den upptäcktes år 1826 av James Dunlop.